# Harbor Freight Tools
Harbor Freight Tools är ett amerikanskt detaljhandelsföretag som driver järnhandelsbutiker i 48 amerikanska delstater och territorier. Företaget förfogade över 1 409 butiker och hade en personalstyrka på omkring 35 700 anställda för år 2023.
Detaljhandelskedjan grundades som en postorderfirma i North Hollywood i Los Angeles, Kalifornien av Allan Smidt och dennes son Eric Smidt. År 1980 öppnades den första butiken och det var i Lexington i Kentucky. Huvudkontoret flyttades först till Camarillo och sen slutligen till Calabasas. År 2010 tvingades Allan Smidt lämna företaget efter osämja med sonen.